# Міларит

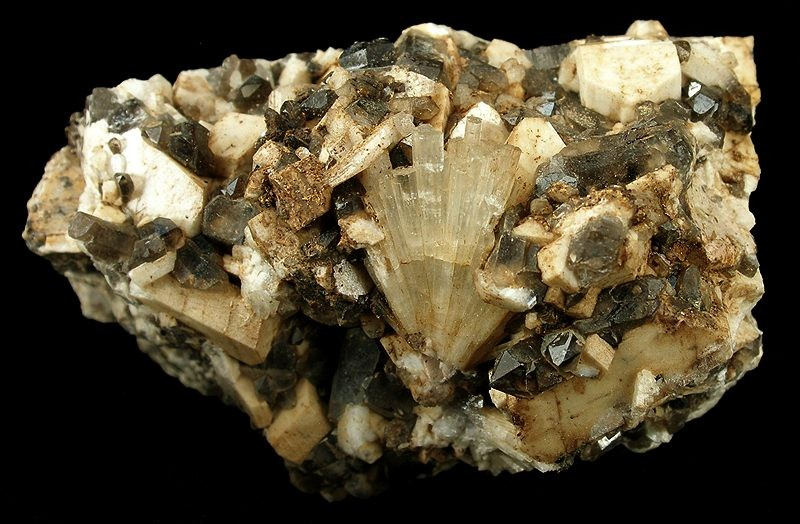

Міларит  — мінерал підкласу кільцевих силікатів, метасилікат калію, кальцію, алюмінію і берилію кільцевої будови. Член групи мілариту-осуміліту.

## Загальний опис
Хімічна формула:
1. За Є.Лазаренком: КСа2Ве2Al[Si12О30]•0,5H2О.
2. За К.Фреєм: [К2Са4Ве4Al2Si24О60]•H2О.
3. За М. І. Новіковою: КСа2(Be, Al)3 (Si12О30)•5H2О.

Склад у % (з родов. Мілар, Швейцарія): K2O — 4,91; CaO — 11,70; Al2O3 — 4,68; BeO — 5,24; SiO2 — 71,66; H2O — 1,07.
Домішки Na2O.
Сингонія гексагональна.
Дигексагонально-дипірамідальний вид.
За кристалічною структурою близький до берилу, що зумовлює їх схожість у морфології кристалів та ін. властивостей.
Відмінність структур виражається в заміні одноповерхових кілець Si16O18 — тетраедрів у берилі подвійними гексагональними кільцями складу Si12О30 в мілариті.
Форми виділення — призматичні і голчаті кристали, іноді снопоподібні і напівсферичні агрегати.
Густина 2,55±0,05.
Твердість 6,0-6,5.
Колір світлий, жовтувато-зеленуватий і трав'янисто-зелений, безбарвний, рідше білий і рожевий.
Блиск скляний.
Аномально двовісний.
Міларит — рідкісний мінерал, зустрічається в родовищах різних генетичних типів.
Первинний міларит кристалізується в жилах альпійського типу, де асоціює з кварцом і кальцитом.
Частіше розвивається шляхом метасоматичного заміщення більш ранніх мінералів берилію: берилу в гранітних пегматитах; фенакіту, мелінофану, рідше бертрандиту в родов. флюорит-фенакіт-бертрандитової формації. В останньому випадку Міларит утворює значні скупчення в асоціації з альбітом, кальцитом, флюоритом і входить до складу берилієвих руд. поряд з фенакітом і бертрандитом.
Знахідки: Валь-Гуф (Валь-Мілар) поблизу Руера і Валь-Стрем (Граубюнден) Швейцарія, Сибір (РФ), Казахстан.
За назвою долини Мілар (Val Milar, Швейцарія), G.A.Kenngott, 1870.